# 卢家屯乡
卢家屯乡，是中华人民共和国辽宁省沈阳市新民市下辖的一个乡镇级行政单位。

## 行政区划
卢家屯乡下辖以下地区：
卢屯村、付烧村、刘花屯村、兰家窝堡村、小北屯村、高胡地村、黄花甸子村、黄岱子窝堡村、姚家窝堡村和东营子村。